# 10426 Charlierouse
10426 Charlierouse este un asteroid din centura principală, descoperit pe 16 ianuarie 1999, de Spacewatch.